# 斯特里日夫卡 (科羅斯特舍夫區)
50°18′7″N 28°59′9″E / 50.30194°N 28.98583°E
斯特里日夫卡（烏克蘭語：Стрижівка），是烏克蘭北部的村落，隸屬日托米爾州的日托米爾區。該村始建於1783年，面積2.43平方公里，海拔高度185米，2020年人口為1,200人，人口密度每平方公里538.21人。